# Darana
Darana (em sânscrito: धारणा; romaniz.: Dharana) vem da raiz sânscrita dhri, que significa segurar ou reter,concentração, às vezes conhecida como samadhana é um dos oito ramos do ioga clássico.
A base deste exercício iogue esta no ekagrata, concentração em um único ponto.
A pratica de concentração, que precede a contemplação ou meditação profunda (dhyana), é fundamental que o iogue proceda a introversão, limitando a atividade mental a apenas a contemplação de um objeto observado. 
Ela representa a reunião das energias físicas, que é acompanham por um alto grau de inibição ou introversão pratyahara. e diminuição do ritmo do pensamento reflexivo. A concentração iogue pode ter um ampla variedade de objetos artha, como uma mandala, um yantra ou um bijamantra. Quando a concentração aumenta surge o dhyana.
Existem praticas de darana para a focalização de partes internas do corpo e a retenção da respiração.
É a sexta parte do Asthanga yoga.
A diferença entre darana, dhyana, e samádi está no nível de concentração empregado pelo praticante. 